# Clément Izquierdo
Clément Izquierdo (Marseille, 16 februari 2002) is een Frans wielrenner.

## Carrière
In 2023 won Izquierdo, namens AVC Aix-en-Provence, een etappe in de Ronde van de Mirabelle. In het algemeen klassement eindigde hij op de zesde plaats, op 59 seconden van zijn winnende ploeggenoot Oscar Nilsson-Julien.
In 2025 werd Izquierdo prof bij Cofidis. Zijn debuut voor de ploeg maakte hij eind januari in Spanje, toen hij aan de start stond van de Grote Prijs Castellón. In de  Ster van Bessèges, begin februari, werd hij twaalfde in het eindklassement en schreef hij het jongerenklassement op zijn naam. Zijn debuut in de World Tour volgde in maart, met een deelname aan Parijs-Nice.

## Palmares

### Overwinningen
2024
2e etappe Ronde van de Mirabelle
2025
Jongerenklassement Ster van Bessèges
5e etappe Ronde van Wallonië

### Resultaten in voornaamste wedstrijden
| Jaar | Gent-Wevelgem | Parijs-Roubaix |
| ---- | ------------- | -------------- |
| 2025 | opgave        | opgave         |

### Resultaten in kleinere rondes
| Jaar | Parijs-Nice |
| ---- | ----------- |
| 2025 | 80e         |

## Ploegen
- 2025 –  Cofidis

Allegaert · Aniołkowski · Aranburu · Buchmann · Carr · Coquard · De Gendt · Debeaumarché · Ferron · Finé · Fretin · Herrada · Izagirre · Izquierdo · Knight · Lastra · Maas · Mahoudo · Maisonobe · Moniquet · Oldani · Ourselin · Perez · Renard · Robeet · Samitier · Teuns · Thomas · Toumire · Touzé